# Military Peace Establishment Act
Il Military Peace Establishment Act fu una legge che documentava e implementava un nuovo insieme di norme e limiti per le forze armate statunitensi. Approvata dal Congresso e firmata dal Presidente Thomas Jefferson il 16 marzo 1802, la legge fu da lui stesso fortemente voluta e redatta.
L'Atto definiva in 29 sezioni le regole, il numero di ufficiali e personale militare, e la gestione dei rifornimenti destinati all'esercito nel suo complesso. Inoltre, l'Atto disponeva la creazione di un corpo di ingegneri "stanziato a West Point nello stato di New York, che costituirà una Accademia Militare" con lo scopo primario di formare ingegneri esperti e leali agli Stati Uniti, così da non dover più ricorrere a personale straniero. Anche considerazioni di carattere politico spinsero Jefferson a promuovere la legge.
(Military Peace Establishment Act, Sezione 27)